# Arcidiocesi di Side

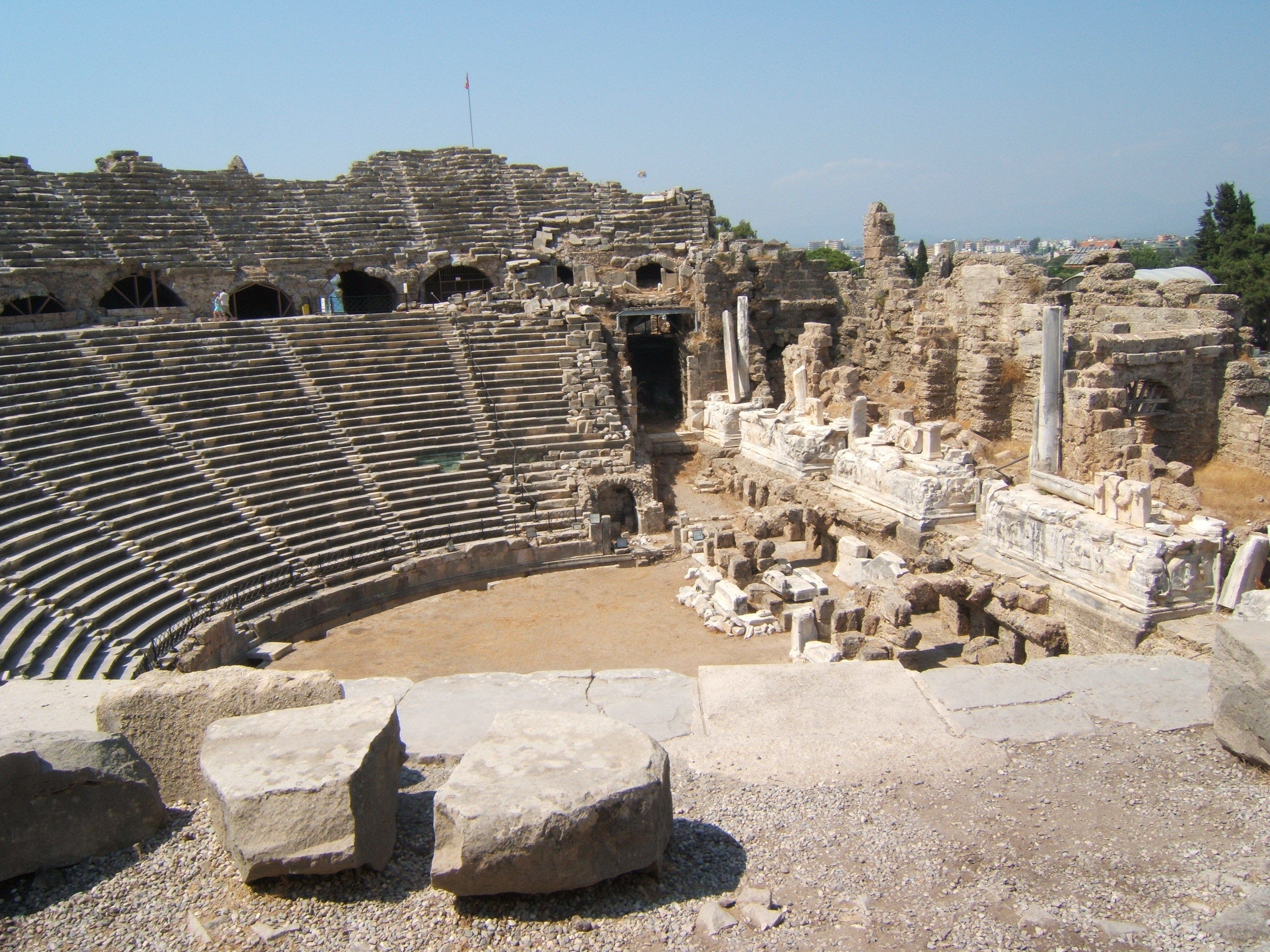
L'anfiteatro romano di Side.

L'arcidiocesi di Side (in latino: Archidioecesis Sidensis) è una sede soppressa del patriarcato di Costantinopoli e una sede titolare della Chiesa cattolica.

## Storia
Side, nei pressi di Selimiye nel distretto turco di Manavgat, è l'antica sede metropolitana della provincia romana della Panfilia Prima nella diocesi civile di Asia e nel patriarcato di Costantinopoli.
Nel concilio di Nicea del 325 la sede metropolitana della Panfilia era Perge; solo nel concilio di Efeso del 431 sono menzionate due sedi metropolitane: Perge e Side. Ciò indica che, fino al IV secolo, Side era suffraganea di Perge, e solo in seguito fu elevata al rango di metropolia, probabilmente all'epoca dell'imperatore Teodosio I.
Nella Notitia Episcopatuum dello pseudo-Epifanio, composta durante il regno dell'imperatore Eraclio I (circa 640), la sede di Side è elencata al 10º posto nell'ordine gerarchico delle metropolie del patriarcato di Costantinopoli e le sono attribuite 16 diocesi suffraganee. Nella Notitia attribuita all'imperatore Leone VI (inizio X secolo) la situazione è rimasta immutata; Side occupa ancora il 10º posto fra le metropolie del patriarcato, e le diocesi suffraganee sono in numero di 16: Aspendo, Cotenna, Etenna, Orimna, Case, Semnea, Carallia, Coracesio, Siedra, Milome o Giustinianopoli, Uamanada, Dalisando, Isba, Lirbe, Colibrasso e Manaua. Faceva parte della provincia ecclesiastica di Side anche l'arcidiocesi di Selge, indicata come suffraganea di Side nella Notitia dello pseudo-Epifanio.
La sede fu soppressa nel XVI secolo e il suo territorio incorporato in quello della metropolia di Pisidia.
Dal XVII secolo Side è annoverata tra le sedi arcivescovili titolari della Chiesa cattolica; la sede è vacante dal 5 marzo 1973.

## Cronotassi

### Vescovi e arcivescovi greci
- San Nestore ? † (? - circa 251 deceduto)[7]
- Epidauro † (menzionato nel 314 circa)
- Giovanni I †
- Eustazio ? † (menzionato nel 381 ?)[8]
- Anfilochio † (prima del 426 - dopo il 458)[9]
- Conone † (menzionato nel 536)[10]
- Pietro † (menzionato nel 553)[11]
- Ilarione † (VII secolo)[12]
- Giovanni II † (prima del 680 - dopo il 692)[13]
- Anonimo † (menzionato nel 787)[14]
- Tommaso † (menzionato tra l'806 e l'815)[15]
- Marco † (menzionato nell'879)[16]
- Eustazio † (menzionato tra il 912 e il 945)[17]
- Anastasio † (circa X secolo)[18]
- Teodoro † (tra X e XI secolo)[19]
- Costantino † (prima del 1027 - dopo il 1030)[20]
- Antimo † (menzionato nel 1054)[21]
- Giovanni III † (prima del 1071 - dopo il 1094)[22][23]
- Anonimo † (tra XI e XII secolo)[24]
- Basilio † (XII secolo)[25]
- Anonimo † (menzionato nel 1154)[26]
- Giovanni IV † (menzionato nel 1157)[27]

### Arcivescovi titolari
- Pedro de Lencastre † (24 ottobre 1671 - prima del 28 novembre 1676 deceduto)
- Carlo Francesco Airoldi † (20 febbraio 1726 - ? deceduto)
- Felipe Itúrbide (Yturibe), O.Carm. † (17 marzo 1727 - 25 giugno 1727 nominato arcivescovo di Ragusa)
- Bernardino Honorati † (28 gennaio 1760 - 28 luglio 1777 nominato arcivescovo, titolo personale, di Senigallia)
- Giovanni Filippo Gallarati Scotti † (24 settembre 1792 - 23 febbraio 1801 nominato cardinale presbitero dei Santi Bonifacio e Alessio)
- Carlo Francesco Maria Caselli, O.S.M. † (29 marzo 1802 - 9 agosto 1802 nominato cardinale presbitero di San Marcello)
- Vincenzo Maria Mossi de Morano † (26 giugno 1805 - 29 luglio 1829 deceduto)
- Innocenzo Ferrieri † (4 ottobre 1847 - 13 marzo 1868 nominato cardinale presbitero di Santa Cecilia)
- Giulio Lenti † (28 gennaio 1876 - 6 settembre 1887 nominato patriarca titolare di Costantinopoli)
- Serafino Milani, O.F.M.Obs. † (11 febbraio 1889 - 11 febbraio 1906 deceduto)
- Léon-Adolphe Amette † (21 febbraio 1906 - 28 gennaio 1908 nominato arcivescovo di Parigi)
- Enrico Sibilia † (30 luglio 1908 - 16 dicembre 1935 nominato cardinale presbitero di Santa Maria Nuova)
- Federico Lunardi † (16 novembre 1936 - 9 novembre 1954 deceduto)
- Umberto Mozzoni † (13 novembre 1954 - 5 marzo 1973 nominato cardinale diacono di Sant'Eugenio)